# Fussball Club Wil 1900 2013-2014
Questa voce raccoglie le informazioni riguardanti il Fussball Club Wil 1900 nelle competizioni ufficiali della stagione 2013-2014.

## Stagione
Nella stagione 2013-2014 il Wil, allenato da Axel Thoma, concluse il campionato di Challenge League al 3º posto. In Coppa Svizzera il Wil fu eliminato al primo turno dal Le Mont.

## Rosa
| N. |                           | Ruolo | Calciatore       |
| -- | ------------------------- | ----- | ---------------- |
| 1  | Svizzera (bandiera)       | P     | Anthony Favre    |
| 2  | Corea del Nord (bandiera) | D     | Cha Jong-hyok    |
| 3  | Brasile (bandiera)        | D     | Dutra            |
| 4  | Svizzera (bandiera)       | D     | Granit Lekaj     |
| 5  | Uruguay (bandiera)        | D     | Federico Platero |
| 6  | Svizzera (bandiera)       | C     | Ergün Berisha    |
| 8  | Svizzera (bandiera)       | D     | Pascal Cerrone   |
| 9  | Svizzera (bandiera)       | A     | Ivan Audino      |
| 10 | Francia (bandiera)        | C     | Marko Muslin     |
| 11 | Svizzera (bandiera)       | A     | Haris Tabaković  |
| 12 | Svizzera (bandiera)       | C     | Sandro Lombardi  |
| 13 | Svizzera (bandiera)       | C     | Basil Stillhart  |
| 14 | Filippine (bandiera)      | C     | Martin Steuble   |

| N. |                      | Ruolo | Calciatore         |
| -- | -------------------- | ----- | ------------------ |
| 15 | Brasile (bandiera)   | C     | Wellington Júnior  |
| 16 | Brasile (bandiera)   | C     | Marlon             |
| 16 | Romania (bandiera)   | A     | Andrei Blejdea     |
| 17 | Svizzera (bandiera)  | C     | Claudio Holenstein |
| 18 | Svizzera (bandiera)  | P     | Michael Gähwiler   |
| 18 | Svizzera (bandiera)  | P     | Timon Waldvogel    |
| 19 | Svizzera (bandiera)  | C     | Nikola Bozic       |
| 20 | Kosovo (bandiera)    | C     | Gjelbrim Tahipi    |
| 21 | Rep. Ceca (bandiera) | D     | Jiří Koubský       |
| 23 | Germania (bandiera)  | C     | Jordan Brown       |
| 24 | Svizzera (bandiera)  | C     | Dario Koller       |
| 30 | Italia (bandiera)    | P     | Carlo Zotti        |
|    | Camerun (bandiera)   | C     | Benoit Biba        |

## Organigramma societario
Area tecnica
- Allenatore: Axel Thoma
- Allenatore in seconda: Neno Kuruzovic
- Preparatore dei portieri:
- Preparatori atletici:

## Calciomercato

### Sessione estiva
| Acquisti | Acquisti          | Acquisti   | Acquisti |
| R.       | Nome              | da         | Modalità |
| -------- | ----------------- | ---------- | -------- |
| C        | Wellington Júnior | Botafogo   |          |
| D        | Jiří Koubský      | Aarau      |          |
| C        | Jordan Brown      | Amburgo II |          |
| P        | Anthony Favre     | Losanna    |          |
| A        | Adis Jahović      | Zurigo     |          |
| C        | Dario Koller      | Brühl      |          |
| D        | Federico Platero  | Juventud   |          |
| C        | Gjelbrim Tahipi   | Škendija   |          |

| Cessioni | Cessioni          | Cessioni         | Cessioni |
| R.       | Nome              | a                | Modalità |
| -------- | ----------------- | ---------------- | -------- |
| A        | Adis Jahović      | Vorskla          |          |
| D        | Kim Jaggy         | Aarau            |          |
| P        | Arianit Lazraj    | Brühl            |          |
| C        | Gabriel Lüchinger | San Gallo II     |          |
| A        | Stjepan Vuleta    | Wacker Innsbruck |          |

### Sessione invernale
| Acquisti | Acquisti        | Acquisti   | Acquisti |
| R.       | Nome            | da         | Modalità |
| -------- | --------------- | ---------- | -------- |
| A        | Haris Tabaković | Young Boys |          |

| Cessioni | Cessioni       | Cessioni        | Cessioni |
| R.       | Nome           | a               | Modalità |
| -------- | -------------- | --------------- | -------- |
| C        | Berkan Afşarlı | Mersin İ. Yurdu |          |

## Risultati

### Challenge League

#### Prima fase, girone di andata
| Arbitro: | Superczynski |

|                        |           |               |
| Urbano 32’ Bottani 73’ | Marcatori | 84’ Tahirović |

| Arbitro: | Schnyder |

|  |           |                                       |
|  | Marcatori | 35’ Tahipi 65’ Jahović 67’ Holenstein |

| Arbitro: | Schärer |

|                                                        |           |              |
| Lekaj 10’ Audino 24’ Holenstein 40’, 68’ Tahirović 65’ | Marcatori | 7’, 56’ Rapp |

| Arbitro: | Fähndrich |

|                      |           |         |
| Jahović 5’ Bozic 76’ | Marcatori | 33’ Pak |

| Arbitro: | Huwiler |

|  |           |                              |
|  | Marcatori | 30’, 48’, 76’ (rig.) Jahović |

| Arbitro: | Klossner |

|            |           |                       |
| Tahipi 28’ | Marcatori | 3’ Morello 89’ Ashraf |

| Arbitro: | Gut |

|             |           |                           |
| Aratore 23’ | Marcatori | 51’ Platero 76’ Tahirović |

| Arbitro: | Superczynski |

|  |           |                                            |
|  | Marcatori | 26’ Rossini 30’ (rig.) Frontino 65’ Martic |

| Arbitro: | Huwiler |

|  |           |                    |
|  | Marcatori | 73’ (rig.) Cerrone |

#### Prima fase, girone di ritorno
| Wil 28 settembre 2013, ore 17:45 CEST 10ª giornata | Wil   | 0 – 0 referto | Chiasso | Stadion Bergholz (1 150 spett.)\| Arbitro: \| Pache \| |
| Arbitro:                                           | Pache |               |         |                                                        |

| Arbitro: | Graf |

|                                                              |           |                                         |
| Audino 3’, 68’, 82’ Brown 16’ Baumann 23’ (aut.) Platero 25’ | Marcatori | 18’ Marchesano 22’ Aratore 87’ Bengondo |

| Arbitro: | Gut |

|  |           |                                   |
|  | Marcatori | 13’ Holenstein 87’ (rig.) Cerrone |

| Arbitro: | Schnyder |

|           |           |           |
| Nikić 22’ | Marcatori | 15’ Brown |

| Arbitro: | Schärer |

|                        |           |                             |
| Audino 36’ Steuble 42’ | Marcatori | 14’ Tadić 44’ (rig.) Tréand |

| Arbitro: | Jancevski |

|                                     |           |                |
| Sutter 62’ Cecchini 84’ Schürpf 88’ | Marcatori | 77’ Holenstein |

| Arbitro: | Superczynski |

|                                           |           |  |
| Lombardi 18’ (rig.) Audino 55’ Muslin 59’ | Marcatori |  |

| Arbitro: | Pache |

|                         |           |  |
| Frontino 20’ Büchel 35’ | Marcatori |  |

| Arbitro: | Huwiler |

|            |           |                        |
| Muslin 89’ | Marcatori | 18’ Dubajić 69’ Urbano |

#### Seconda fase, girone di andata
| Arbitro: | Amhof |

|                |           |  |
| Holenstein 55’ | Marcatori |  |

| Arbitro: | Schnyder |

|           |           |                                              |
| Urbano 5’ | Marcatori | 31’ Holenstein 48’ Audino 80’, 82’ Tabaković |

| Chiasso 16 febbraio 2014, ore 15:00 CET 21ª giornata | Chiasso   | 0 – 0 referto | Wil | Stadio Comunale Chiasso (640 spett.)\| Arbitro: \| Fähndrich \| |
| Arbitro:                                             | Fähndrich |               |     |                                                                 |

| Arbitro: | Gut |

|                                                          |           |           |
| Tahipi 31’, 90’ Cerrone 44’ Brown 47’ Tabaković 69’, 75’ | Marcatori | 57’ Tadić |

| Arbitro: | San |

|                          |           |                                                                  |
| Buess 11’ Monighetti 40’ | Marcatori | 9’, 30’ Stillhart 48’ Audino 50’ Brown 73’ Tabaković 88’ Koubský |

| Arbitro: | Superczynski |

|                                 |           |          |
| Cha 71’ Tabaković 78’ Brown 80’ | Marcatori | 44’ Rapp |

| Arbitro: | Pache |

|           |           |               |
| Karlen 1’ | Marcatori | 15’ Tabaković |

| Arbitro: | Gut |

|                     |           |                       |
| Pak 32’ Neumayr 43’ | Marcatori | 25’ Audino 36’ Muslin |

| Wil 31 marzo 2014, ore 19:45 CEST 27ª giornata | Wil       | 0 – 0 referto | Sciaffusa | IGP Arena (1 910 spett.)\| Arbitro: \| Erlachner \| |
| Arbitro:                                       | Erlachner |               |           |                                                     |

#### Seconda fase, girone di ritorno
| Arbitro: | Jaccottet |

|                        |           |                                  |
| Brahimi 13’ Ramizi 67’ | Marcatori | 8’ Holenstein 30’ (rig.) Cerrone |

| Arbitro: | Fähndrich |

|  |           |               |
|  | Marcatori | 47’ Sabbatini |

| Winterthur 17 aprile 2014, ore 19:45 CEST 30ª giornata | Winterthur | 0 – 0 referto | Wil | Stadion Schützenwiese (2 200 spett.)\| Arbitro: \| Jaccottet \| |
| Arbitro:                                               | Jaccottet  |               |     |                                                                 |

| Arbitro: | Huwiler |

|                                                    |           |                                     |
| Brown 3’, 76’ Audino 39’ Holenstein 71’ Júnior 85’ | Marcatori | 17’ Etchegoyen 21’, 30’, 55’ Karlen |

| Arbitro: | Superczynski |

|                        |           |                                                 |
| Sorgić 6’ Frontino 62’ | Marcatori | 38’ (aut.) Mollet 57’ (rig.) Cerrone 74’ Muslin |

| Arbitro: | Huwiler |

|           |           |                           |
| Tahipi 3’ | Marcatori | 5’ (aut.) Lekaj 31’ Buess |

| Arbitro: | Jaccottet |

|                 |           |  |
| Audino 44’, 87’ | Marcatori |  |

| Arbitro: | Superczynski |

|                |           |               |
| Tadić 83’, 84’ | Marcatori | 80’ Tabaković |

| Arbitro: | Erlachner |

|                                    |           |  |
| Tahipi 52’ Júnior 90’ Lombardi 90’ | Marcatori |  |

### Coppa Svizzera
| 17 agosto 2013, ore 18:00 CEST Primo turno | Le Mont | 4 – 1 | Wil |  |

## Statistiche

### Statistiche di squadra
| Competizione     | Punti | In casa | In casa | In casa | In casa | In casa | In casa | In trasferta | In trasferta | In trasferta | In trasferta | In trasferta | In trasferta | Totale | Totale | Totale | Totale | Totale | Totale | DR  |
| Competizione     | Punti | G       | V       | N       | P       | Gf      | Gs      | G            | V            | N            | P            | Gf           | Gs           | G      | V      | N      | P      | Gf     | Gs     | DR  |
| ---------------- | ----- | ------- | ------- | ------- | ------- | ------- | ------- | ------------ | ------------ | ------------ | ------------ | ------------ | ------------ | ------ | ------ | ------ | ------ | ------ | ------ | --- |
| Challenge League | 63    | 18      | 10      | 3       | 5       | 41      | 24      | 18           | 8            | 6            | 4            | 33           | 21           | 36     | 18     | 9      | 9      | 74     | 45     | +29 |
| Coppa Svizzera   | -     | 0       | 0       | 0       | 0       | 0       | 0       | 1            | 0            | 0            | 1            | 1            | 4            | 1      | 0      | 0      | 1      | 1      | 4      | -3  |
| Totale           | 63    | 18      | 10      | 3       | 5       | 41      | 24      | 19           | 8            | 6            | 5            | 34           | 25           | 37     | 18     | 9      | 10     | 75     | 49     | +26 |

### Andamento in campionato
| Giornata  | 1 | 2 | 3 | 4 | 5 | 6 | 7 | 8 | 9 | 10 | 11 | 12 | 13 | 14 | 15 | 16 | 17 | 18 | 19 | 20 | 21 | 22 | 23 | 24 | 25 | 26 | 27 | 28 | 29 | 30 | 31 | 32 | 33 | 34 | 35 | 36 |
| --------- | - | - | - | - | - | - | - | - | - | -- | -- | -- | -- | -- | -- | -- | -- | -- | -- | -- | -- | -- | -- | -- | -- | -- | -- | -- | -- | -- | -- | -- | -- | -- | -- | -- |
| Luogo     | T | T | C | C | T | C | T | C | T | C  | C  | T  | T  | C  | T  | C  | T  | C  | C  | T  | T  | C  | T  | C  | T  | T  | C  | T  | C  | T  | C  | T  | C  | C  | T  | C  |
| Risultato | P | V | V | V | V | P | V | P | V | N  | V  | V  | N  | N  | P  | V  | P  | P  | V  | V  | N  | V  | V  | V  | N  | N  | N  | N  | P  | N  | V  | V  | P  | V  | P  | V  |
| Posizione | 6 | 4 | 3 | 1 | 1 | 2 | 1 | 3 | 3 | 3  | 2  | 2  | 2  | 2  | 2  | 2  | 4  | 4  | 4  | 4  | 4  | 3  | 3  | 3  | 2  | 2  | 2  | 3  | 3  | 3  | 3  | 2  | 3  | 2  | 4  | 3  |

Legenda:

Luogo: C = Casa; T = Trasferta. Risultato: V = Vittoria; N = Pareggio; P = Sconfitta.

### Statistiche dei giocatori
| I. Audino       | 34 | 12 | 9 | 0 |
| E. Berisha      | 2  | 0  | 1 | 0 |
| B. Biba         | 0  | 0  | 0 | 0 |
| A. Blejdea      | 0  | 0  | 0 | 0 |
| N. Bozic        | 18 | 1  | 1 | 1 |
| J. Brown        | 34 | 7  | 5 | 0 |
| P. Cerrone      | 31 | 5  | 4 | 1 |
| J. Cha          | 31 | 1  | 5 | 0 |
| D. Dutra        | 4  | 0  | 0 | 0 |
| D. Eichenberger | 0  | 0  | 0 | 0 |
| R. Estermann    | 0  | 0  | 0 | 0 |
| A. Favre        | 33 | 0  | 1 | 0 |
| M. Gähwiler     | 0  | 0  | 0 | 0 |
| C. Holenstein   | 35 | 9  | 5 | 0 |
| A. Jahović      | 5  | 5  | 2 | 1 |
| W. Júnior       | 18 | 2  | 1 | 0 |
| D. Koller       | 2  | 0  | 0 | 0 |
| J. Koubský      | 25 | 1  | 4 | 0 |
| G. Lekaj        | 34 | 1  | 3 | 0 |
| S. Lombardi     | 23 | 2  | 4 | 0 |
| M. Marlon       | 0  | 0  | 0 | 0 |
| P. Meissner     | 0  | 0  | 0 | 0 |
| M. Muslin       | 34 | 4  | 3 | 0 |
| F. Platero      | 31 | 2  | 5 | 0 |
| M. Steuble      | 22 | 1  | 1 | 1 |
| B. Stillhart    | 20 | 2  | 3 | 0 |
| H. Tabaković    | 14 | 8  | 4 | 1 |
| E. Tahirović    | 16 | 3  | 3 | 0 |
| G. Tahipi       | 30 | 6  | 4 | 0 |
| T. Waldvogel    | 3  | 0  | 0 | 0 |
| C. Zotti        | 0  | 0  | 0 | 0 |